# Pride of England
'Pride of England' est un cultivar de rosier hybride de thé obtenu en Angleterre par le rosiériste Richard Harkness en 1997 et introduit au commerce en 1998. Il est selon son nom dédié à la gloire de l'Angleterre  et en particulier à l'association de football du même nom pour la coupe du monde 1998. Elle a été présentée à la reine Élisabeth II au Chelsea Flower Show cette année-là. 

## Description
Ce buisson érigé, atteignant 115 cm de hauteur et 65 cm de largeur au feuillage dense et vert foncé, montre de juin à novembre de grandes roses doubles (10-14 cm) de 26 à 40 pétales d'un beau rouge écarlate aux nuances veloutées. Les fleurs fleurissant surtout en solitaires sur de longues tiges sont idéales pour les fleurs à couper. Elles éclairent à merveille les plates-bandes des jardins.
Ce rosier a besoin d'une exposition ensoleillée et résiste à -20°, mais son pied a besoin d'être buté en hiver et protégé du vent froid. Il doit être taillé au tiers avant le printemps. On peut l'admirer à la Roseraie de Bagatelle.